# Greg Zeschuk

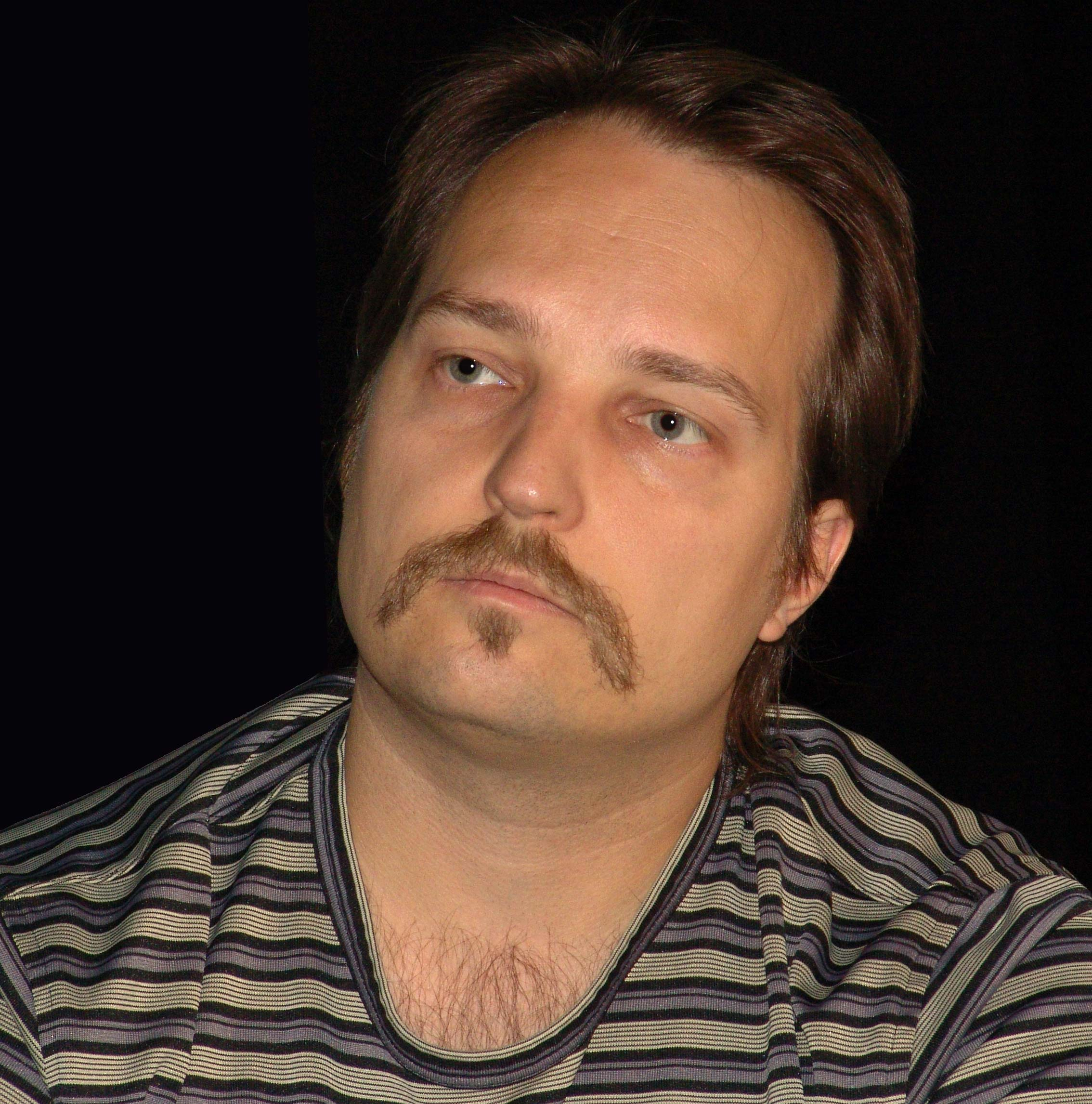
Greg Zeschuk (2007)

Gregory P. Zeschuk (* 1969 in Edmonton) ist ein kanadischer Unternehmer. Er ist Mitbegründer des Videospiel-Entwicklerstudios BioWare, für das er von 1995 bis 2012 tätig war.

## Ausbildung
Zeschuk absolvierte ein Medizinstudium an der University of Alberta, das er 1992 abschloss. Nach einem Praktikumsjahr in Akron, kehrt er nach Edmonton zurück, um seine Ausbildung als Hausarzt 1994 abzuschließen. Weiterhin besitzt er einen MBA-Abschluss der Queen’s University (Kingston).

## Karriere
Zeschuk gründete im Februar 1995 mit seinen Studienkollegen Ray Muzyka und Augustine Yip das Softwareentwicklungsunternehmen BioWare in Edmonton, blieb wie seine Geschäftspartner zu Beginn jedoch weiter nebenher als Arzt tätig. Nachdem das Unternehmen zu Beginn hauptsächlich medizinische Unterrichtssoftware für die University of Alberta entwickelte, folgte später der Schwenk zu Computerspielen. BioWares Computerspiel-Erstlingswerk Shattered Steel aus dem Jahr 1996 wurde maßgeblich von Zeschuk geleitet.
Nachdem Yip das Unternehmen 1997 verlassen und sich wieder der Medizin zugewandt hatte, leitete Zeschuk das Unternehmen gemeinsam mit Muzyka. Unter ihrer Führung wurde BioWare mehrfach in der Liste der 100 besten Arbeitgeber Kanadas von Mediacorp Canada und Maclean’s gelistet.
Als Entwickler war er an der Entstehung der Titel Baldur’s Gate (als Produktionsleiter) und MDK 2 (u. a. als Designer) beteiligt. Gemeinsam mit Muzyka war Zeschuk zudem bis zur Übernahme des Entwicklers 2008 durch Electronic Arts Co-Executive Producer für alle BioWare-Spiele, darunter Baldur’s Gate II: Schatten von Amn, Neverwinter Nights, Star Wars: Knights of the Old Republic, Jade Empire, Sonic Chronicles: Die Dunkle Bruderschaft und Mass Effect.
Nach der Übernahme BioWares durch den US-amerikanischen Spielepublisher wurde Zeschuk zum Vice President von EA und Chief Creative Officer der BioWare-Gruppe ernannt. Zuletzt war Zeschuk als Vice-President EA und General Manager der Zweigstelle BioWare Austin tätig. Im September 2012 gab Zeschuk gemeinsam mit Ray Muzyka sein Ausscheiden aus dem Unternehmen bekannt.

## Nebentätigkeiten

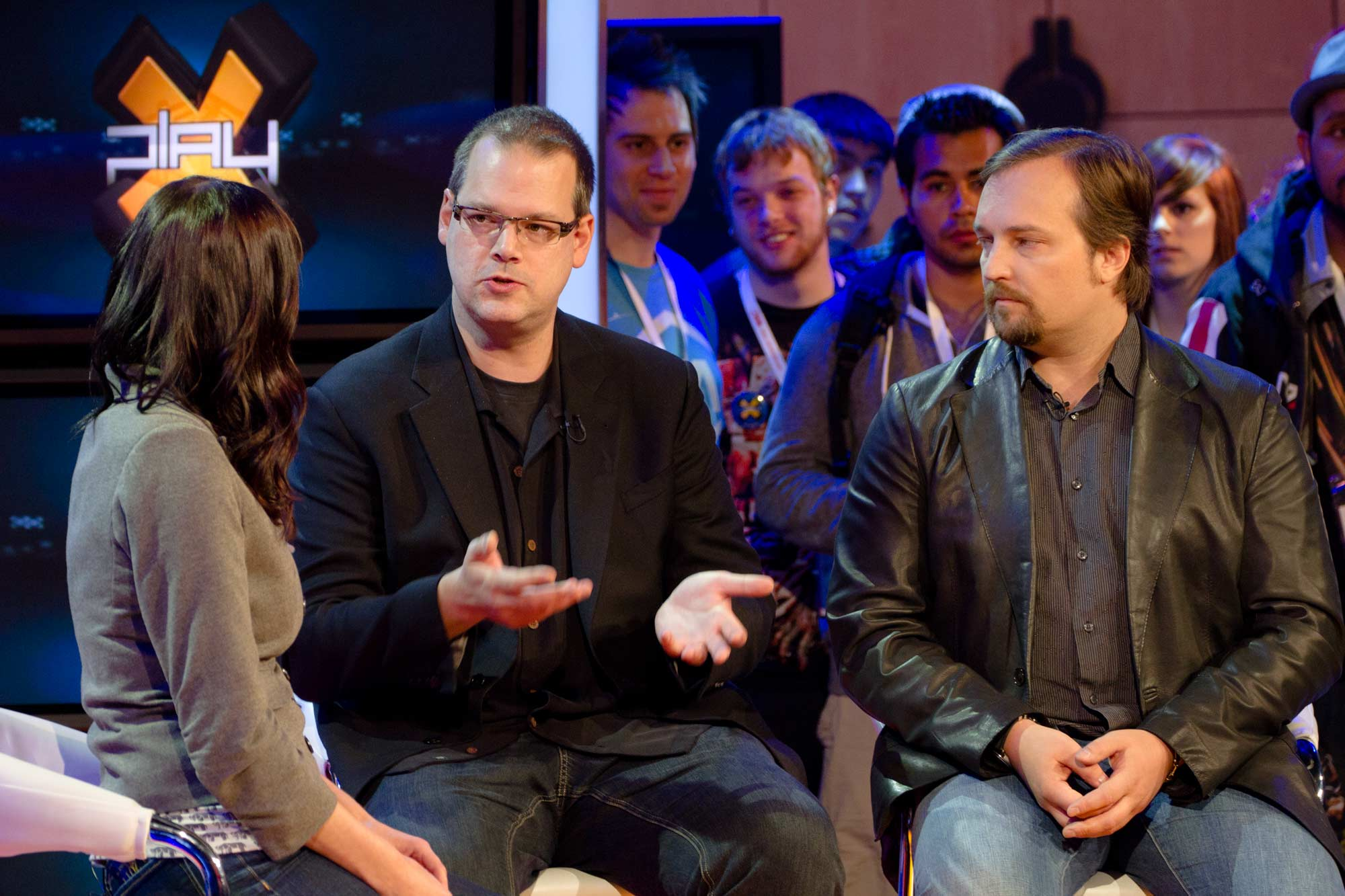
Zeschuk und Ray Muzyka (l.) in einem Interview (2011)

Zeschuk ist Director und Co-Chairman des Unternehmens CodeBaby, einem Softwareentwicklungsunternehmen mit Schwerpunkt Next-Generation-Benutzeroberflächen für digitale Medien und das Internet. Der 2012 eröffneten Ausstellung The Art of Video Games am Smithsonian American Art Museum stand Zeschuk beratend zur Seite.

## Auszeichnungen
- 1997 „Jungunternehmer des Jahres“ (Alberta) der Business Development Bank of Canada und „Export Development Award“ (Kanada) der Export Development Corporation of Canada (gemeinsam mit Ray Muzyka und Augustine Yip).[1][4]
- 2001 „Canada's Top 40 under 40“ (gemeinsam mit Ray Muzyka).[11]
- 2001 „Unternehmer des Jahres“ in der Kategorie Software und Informationsservices des Wirtschaftsprüfungsunternehmens Ernst & Young (gemeinsam mit Ray Muzyka).[12]
- 2004 Game Developers Choice Awards: IGDA Award for Community Contribution (gemeinsam mit Ray Muzyka).
- 2011 Aufnahme in die AIAS Hall of Fame der Academy of Interactive Arts & Sciences (gemeinsam mit Ray Muzyka).[13]
- 2013 Game Developers Choice Awards: Lifetime Achievement Award (gemeinsam mit Ray Muzyka).[14]

## Ludografie
- Shattered Steel (1996)
- Baldur’s Gate (1998)
  - Baldur’s Gate: Legenden der Schwertküste (1999)
- MDK2 (2000)
- Baldur's Gate 2: Schatten von Amn (2000)
  - Baldur's Gate II: Thron des Bhaal (2001)
- MDK2: Armageddon (2001)
- Neverwinter Nights (2002)
  - Neverwinter Nights: Schatten von Undernzit (Add-on, 2003)
  - Neverwinter Nights: Horden des Unterreichs (Add-on, 2003)
- Star Wars: Knights of the Old Republic (2003)
- Jade Empire (2006)
- Mass Effect (2007)
- Sonic Chronicles: The Dark Brotherhood (2008)